# DF-2 (ミサイル)
DF-2（とうふう-2、中: 东风-2、Dong-Feng-2）は、中華人民共和国の初期の準中距離弾道ミサイル(MRBM)。DoD識別番号は、CSS-1。

## 開発経緯

### R-2ミサイルのライセンス生産
1956年5月26日、中国は弾道ミサイル開発計画を始動し、開発の主体となる組織、第五研究院（現、中国航天科技集団公司）を国防部の下に創設した。
1957年10月15日、中国はソビエト連邦と中ソ新防衛技術協定を結び、2発のR-2ミサイルと共に、教官として1個弾道ミサイル大隊の軍人とミサイル発射の為の装備が12月24日に北京に到着した。1958年4月14日、中ソ関係悪化の為、ソ連の部隊は全員帰国した。
その後、ソ連から設計図および生産、試験、発射の為の技術書類を受け取り、ソ連人ミサイル技術者の指導を受け、R-2ミサイルのライセンス生産を開始した。生産は1964年に終了し、当初「1059」と名付けられたこのライセンス生産品は、「DF-1（東風1号）」と名称変更した。中国は、1059のライセンス生産と並行して原子爆弾の開発計画を進め、1964年10月16日に最初の爆発実験を実施した。中国は原子爆弾の技術と弾道ミサイル技術を組合せた核弾頭搭載型弾道ミサイルの開発に注意を傾けるようになる。
しかしR-2やそのライセンス生産品DF-1は、射程が590kmと短く日本の在日米軍基地に届かないばかりでなく、運搬能力が950kgと原子爆弾を搭載するには小さすぎた。このため第五研究院は1958年9月19日に「東風計画」という新たな弾道ミサイルの開発計画を提案した。

### 新型推進剤のミサイル計画
開発計画で提案されたミサイルは、日本全土に届く射程2,000km、運搬能力も原子爆弾の弾頭を載せるのにギリギリの1,500kgというスペックであった。第五研究院の計画では1962年までにミサイルを完成させる予定であった。この弾道ミサイルは、ソ連のR-12ミサイルにヒントを得たものであったが、ソ連政府はライセンスの関係で中国にR-12を売却することを拒否した。しかし当時、モスクワの航空関係の研究所でロケット工学を学んでいた留学生らは、自分たちもまだ見たこともないR-12についての技術的情報を得ようと、ソ連の研究者たちに執拗に質問を繰り返すという努力した。
中国で開発が進められていたミサイルは、R-12と同様に酸化剤に常温貯蔵が可能なAK-20という硝酸と四酸化二窒素の混合物（赤煙硝酸）を用い、燃料にR-12のエンジン点火に用いた自己着火性のあるTG-02というジメチルアニリンとトリエチルアミンの混合物質を用いる計画であった。また大推力を得るために4基のクラスターエンジンを用いるという点も同じであった。中国の留学生たちは、エタノール溶液と液体酸素を用いる従来型のミサイルであるR-5についても同じような手口で情報を得ていた。R-5は、R-2の拡大版である。

### 技術的冒険の回避
中国とソ連との間が本格的に悪化し中ソ新防衛技術協定が破棄される事態となり、中国は限られた技術情報の中で、常温貯蔵型推進剤を使用する新型のミサイルよりも、開発が容易と思われる、R-2やそのライセンス生産品DF-1を発展させたエタノール溶液と液体酸素を用いる従来型ミサイル開発に重点を置くようになる。中国はこのR-2、DF-1を発展させたミサイルをDF-2（東風2号）と名付けた。
開発で要求されたDF-2の射程は1,200kmであり、ソ連がR-2を発展させて開発したR-5と似かよったものであった。この射程ならば中朝国境から日本全土を射程に入れることができる。中国政府は1961年10月1日の建国記念日前にまでにDF-2の発射試験を開始するよう指示したが、開発は遅れ1962年3月21日の最初の発射試験は失敗した。その後エンジン推力の設定を当初の45.5トンから40.5トンに引き下げ、射程を1,050kmに縮めるという設計変更を行い、1964年6月29日にようやく発射試験を成功させた。射程を縮めたために、辛うじて西日本が射程内に入った。

### 改良型の開発
中国は核弾頭搭載ミサイルの早期開発を諦めきれず、射程の向上を目指しDF-2の改良を引き続き行った。その結果、射程は1,250kmに延ばされた。この改良型ミサイルはDF-2A（東風2号甲型）と名付けられた。
1965年11月にDF-2Aのミサイル自体の発射試験は成功した。1964年10月に実施された原爆実験の時の爆弾の重量は1,550kg、開発中の再突入用熱シールドの重量は200kgと見積もられていた。国防科学技術委員会はDF-2Aに搭載できるよう、原爆の小型化を進めるよう指示した。1966年9月16日、第二砲兵部隊にDF-2Aの配備が開始されたが、この時点でまだ核弾頭の開発は完了していなかった。10月27日、甘粛省双城子の酒泉試験基地から核弾頭を搭載したDF-2Aが発射され実験は成功した。この時の核弾頭の再突入用熱シールドを除く核爆弾重量は1290kgで、爆発威力は12キロトンであった。この時、中国初の核ミサイルシステムが実証された。

## 技術的特徴
DF-2は、教材用に購入したR-2、そのライセンス生産品DF-1を拡大発展させたミサイルである。推進剤タンクの容量拡大は、直径方向はR-2、DF-2の大きさのまま、長さ方向を延長することで得ている。このため、R-2、DF-1と比べ長さ径比が大きく、細長い外観となっている。推進剤タンクの配置は上に酸化剤の液体酸素、下に燃料のエタノール溶液と、R-2、DF-1と逆の配置となっている。
エンジンについては、ソ連に留学した中国の生徒からの技術的情報から、R-5のエンジンであるRD-103型が、R-2で使われたRD-101型を大きな技術的な変更もなく拡大したものである、との情報を得ていたものと推測される。当然、中国もライセンス生産されたRD-101を基本に、それを拡大することを試みたと考えられる。しかし、DF-2の発射試験ではエンジンの耐久性が問題となり、前述のように推力の設定を45.5トンから40.5トンと約10%も下げることを余儀なくされている。エンジン開発は順調には進まなかったようである。エンジン開発の過程でRD-101型から大幅な技術的変更が無かったと仮定すれば、RD-101型と同様の方式のヴァルター式ターボポンプであったと考えられる。
弾頭は分離式であり、1,500kgを上限とする通常弾頭、15kT～20kTの核弾頭を選択できる。
誘導方式は、R-2、DF-1で用いていた電波誘導を止めて、ストラップダウン式慣性航法装置を用いた慣性誘導を採用している。
操舵方式は、推進用噴射ノズル直後に配置した、グラファイト製ベーンを用いたジェットベーン方式を採用している。

## 性能
最大射程は、DF-2型は推力減格により計画に比べ短くなり1,050km、改良型DF-2Aは技術的課題を克服して1,250kmに延長されたとしている。
命中精度は不明である。同世代でほぼ同じスペックのソ連のR-5ミサイルはCEPが2,000mとされているが、DF-2/-2Aが同等のCEPであったかは解らない。
ペイロードは基本型のDF-2と改良型のDF-2Aは、ともに1,500kgとされている。

## 配備
研究開発開始が1960年6月、基本型DF-2の発射試験の最初の成功が1964年6月29日、改良型DF-2Aの発射試験の最初の成功が1965年11月とされている。基本型DF-2の配備は実施されなかった模様である。改良型DF-2Aの配備開始が1966年9月15日、製造終了が1971年、退役が1979年とされている。